# Гянджинська фортеця
Гянджинська фортеця — історико-архітектурна пам'ятка XVI століття, розташована в історичному центрі міста Гянджі. Вежа була побудована за наказом Фархад-паші для розміщення збройних сил для управління стародавньою фортецею Гянджа, окупованою османами в 1588 році.
Пізніше, під час правління шаха Аббаса і Джавад Хана, замок був розширений і укріплений. Після перенесення центру міста Гянджа з давньої Гянджинської фортеці до нової фортеці за вказівкою шаха Аббаса Гянджинська фортеця була головним комплексом в центрі міста. Палац Гянджинських ханів знаходиться в фортеці.
Після облоги і кровопролитної війни, яка тривала понад місяць в 1804 році, Гянджинський замок був захоплений царською Росією. Відразу після цього ханський палац, який був ядром замку, був розграбований і зруйнований.
Оскільки до нашого часу дійшли тільки частини Гянджинської фортеці, її архітектурні особливості були в значній мірі засновані на історичних картах і планах, а також на гравюрах і фотографіях. З плану вежі 1797 року видно, що місто мало велику площу, і сади займали більшу частину території. Територія міста була розділена на вежі і фортеці. За планом Гянджинська фортеця була нерівної шестикутної форми. У фортеці знаходилися двоповерхові вежі. Стіни замку були розташовані на відстані 70 і 80 метрів одна від одної. Внутрішні стіни головних фортечних стін мали шість основ. На зовнішніх стінах замку були вежі, які перебували досить далеко одна від одної. Великі сади і будинки за стінами замку були захищені тільки цегляними стінами.

## Історія
У 16 столітті Давня Гянджа стала одним з полів битв сефевидово-османських воєн. 1587 року османська армія на чолі з Фархад-пашею захопила Гянджу. Османи відразу ж почали роботу зі зміцнення міста, а будівництво нових фортечних мурів розпочалося в 1588 році. Гянджа залишалася частиною Османської імперії, поки вона не була блокована шахом Аббасом в 1606 році.
Під час наступної османсько-перської війни, яка сталася в 1603—1618 роках, в 1606 році Гянджа була захоплена Сефевидамі. Шах Аббас зруйнував стіни замку стародавнього міста і переніс центр міста до Гянджинської фортеці. За наказом шаха в новій Гянджинській фортеці проводилися відновлювальні та укріплювальні роботи.
Наприкінці XVIII століття Гянджинська фортеця стала столицею нового ханства. У цей період місто було одним з найбільших торгових центрів у регіоні.
Наприкінці XVIII — на початку XIX століття Гянджа залишалася в центрі російсько-іранської війни. Після недовгого правління російських військових у 1796 році Гянджинський хан зміцнив міські фортечні стіни. Після облоги і кровопролитної війни, яка тривала понад місяць в 1804 році, Гянджинська фортеця була захоплена царською Росією. Відразу після цього ханський палац, який був ядром внутрішньої фортеці, був розграбований і зруйнований. Павло Ціціанов, який очолював армію Російської імперії, дав вказівку оштрафувати на суму в один рубль тих, хто використовує ім'я Гянджа.

## Архітектурні особливості
При будівництві цієї споруди деякі райони Гянджі були збережені за стінами фортеці. Фортеця була нерівномірної багатокутної форми. При будівництві фортеці використовувалися глиняний бруд, булижники і обпалена червона цегла, що є традиційною гянджинською архітектурою. З цієї причини його південно-західні, північно-західні і північно-східні стіни були міцними. Загальна довжина і висота були 13,7 км і 12 м відповідно. В цілому 30 оборонних веж були побудовані на стінах через кожні 200—500 метрів.
На певній висоті фортечних стін були побудовані амбразури і сторожові вежі. Їх було важливо використовувати для атаки противника. З тих місць місцеві бійці розливали киплячу олію і мастило на атакуючих ворогів.